# ألفرد هورن
ألفرد هورن (بالإنجليزية: Alfred Horn) هو رياضياتي أمريكي، ولد في 17 فبراير 1918 في مانهاتن في الولايات المتحدة، وتوفي في 16 أبريل 2001 في باسيفيك بلسيدس، لوس أنجلوس ‏ في الولايات المتحدة.